# David Wilmot (attore)
David Wilmot (Dublino, ...) è un attore irlandese.

## Carriera

### Teatro
Nato come attore di teatro, Wilmot ha recitato in Sei personaggi in cerca d'autore all'Abbey Theatre di Dublino, in Come vi piace con la Compagnia Teatrale Druid a Galway e in Juno and the Paycock nel West End di Londra. Nel 2001 ha dato vita al personaggio di Padraic nello spettacolo originale The Lieutenant of Inishmore, messo in scena al teatro The Other Place a Stratford-upon-Avon e portato successivamente al Barbican Center nel 2002. Nel 2006 Wilton si è unito alle produzioni della Compagnia Teatrale Atlantic off-Broadway, più tardi portate a Broadway. Nello stesso anno fu nominato ai Tony Award al miglior attore protagonista in uno spettacolo, al Drama League Award per la "Miglior Esibizione" ed all'Outer Critics Circle Award per il "Miglior Attore in uno spettacolo". Ha vinto, inoltre, il Premio Lucille Lortel come "Miglior Attore Protagonista" ed il Theatre World Award.

### Televisione
L'attore ha interpretato il Dottor Ed Costello nel sedicesimo episodio della serie The Clinic di RTÉ, per il quale è stato nominato come "Miglior Attore in una Serie Televisiva" agli Irish Film and Television Awards.
A gennaio del 2012 ha interpretato Eddie Izzard nella versione di Sky 1 dell'L'isola del tesoro, inoltre ha recitato nel ruolo dell'Ingegnere Capo Joseph Bell nel docu-drama Saving The Titanic. Alla fine del 2012 ha interpretato il personaggio ricorrente del Sergente Artherton nella serie di BBC One Ripper Street.

### Cinema
Per quanto riguarda le apparizioni cinematografiche, Wilmot è apparso nelle pellicole Michael Collins (1996), I Went Down (1997), L'ombra del diavolo (1997), The Tale of Sweeney Todd (1998), Intermission (2003), Laws of Attraction - Matrimonio in appello (2004), King Arthur (2004), Six Shooter (2006) e Un poliziotto da happy hour (2011).
Nel 2003 è stato nominato come "Miglior Attore Cinematografico non Protagonista" e "Miglior Esordiente" agli Irish Film and Television Awards.

## Filmografia parziale

### Cinema
- I dilettanti (I Went Down), regia di Paddy Breathnach (1997)
- Laws of Attraction - Matrimonio in appello (Laws of Attraction), regia di Peter Howitt (2004)
- King Arthur, regia di Antoine Fuqua (2004)
- Six Shooter, regia di Martin McDonagh - cortometraggio (2004)
- Parked, regia di Darragh Byrne (2010)
- Un poliziotto da happy hour (The Guard), regia di John Michael McDonagh (2011)
- Doppio gioco (Shadow Dancer), regia di James Marsh (2012)
- Guida alle ricette d'amore (The Food Guide to Love), regia di Dominic Harari e Teresa Pelegri (2013)
- Calvario (Calvary), regia di John Michael McDonagh (2014)
- Crazy Dirty Cops (War on Everyone), regia di John Michael McDonagh (2016)
- Little Joe, regia di Jessica Hausner (2019)
- Ordinary Love, regia di Lisa Barros D'Sa e Glenn Leyburn (2019)
- Il prodigio (The Wonder), regia di Sebastián Lelio (2022)

### Televisione
- The Clinic – serie TV, 16 episodi (2003-2004)
- Father & Son – miniserie TV, 3 puntate (2009)
- I Tudors (The Tudors) – serie TV, 5 episodi (2009-2010)
- Ripper Street – serie TV, 25 episodi (2012-2016)
- Vikings – serie TV, episodio 1x01 (2013)
- Black Sails – serie TV, 10 episodi (2017)
- L'alienista (The Alienist) – serie TV, 10 episodi (2018)
- Pronti a tutto (Barkskins) – miniserie TV, 8 puntate (2020)

## Doppiatori italiani
Nelle versioni in italiano dei suoi film, David Wilmot è stato doppiato da:
- Alberto Bognanni in Anna Karenina, War on everyone, Little Joe, Bodkin
- Gerolamo Alchieri in L'alienista
- Ruggero Andreozzi in Pronti a tutto